# Psychedelic Drugstore
Psychedelic Drugstore es el tercer álbum oficial de la banda chilena de rock psicodélico Aguaturbia, y su primer álbum recopilatorio. Fue lanzado originalmente en 1993 en CD, siendo la primera vez que sus temas están en este formato, estando hasta entonces sólo como LP.
Las primeras cinco canciones pertenecen a su álbum debut Aguaturbia, elegido en abril de 2008 por la edición chilena de la revista Rolling Stone como el 41.º mejor disco chileno de todos los tiempos, en tanto que las seis restantes pertenecen a su segundo disco, Aguaturbia, vol. 2.

## Lista de canciones
| Psychedelic Drugstore |                         |          |  |
| N.º                   | Título                  | Duración |  |
| 1.                    | «Somebody to love»      | 3:04     |  |
| 2.                    | «Erotica»               | 3:48     |  |
| 3.                    | «Rollin'n' tumblin'»    | 3:07     |  |
| 4.                    | «Ah ah ah ay»           | 2:48     |  |
| 5.                    | «Crimson & Clover»      | 10:35    |  |
| 6.                    | «Heartbreaker»          | 5:41     |  |
| 7.                    | «Blues of the Westside» | 6:16     |  |
| 8.                    | «Waterfall»             | 3:44     |  |
| 9.                    | «Evol»                  | 8:44     |  |
| 10.                   | «I wonder who»          | 2:54     |  |
| 11.                   | «Aguaturbia»            | 2:20     |  |
| 56:01                 |                         |          |  |